# Georges Lauret
Pour les articles homonymes, voir Lauret.
Georges Raymond Lauret (20 juin 1904 à Paris 6e arrondissement - 7 juillet 1996 à Bihorel, Seine-Maritime) est chef du service obstétrique de l'hospice de Rouen sous l'occupation allemande durant la Seconde Guerre mondiale.
Il cache dans son service une mère juive et ses deux filles, qu'il fait passer pour malades de janvier 1943 à la libération de Rouen. Il sera reconnu Juste parmi les nations en 2004, à titre posthume, à la demande de Paulette et Gaby Ganon, les deux petites-filles juives qu'il a sauvées. Il est le seul Juste parmi les nations à Rouen.
En 1946, il est président du Conseil départemental de l'ordre des sages-femmes. Il donne ses consultations au no 26 rue Thiers.
L'histoire de Georges Lauret est racontée dans le livre Les Miraculées de Sébastien Bailly. 
Une plaque à la mémoire de Georges Lauret est apposée le 13 mai 2016 dans le hall de la maternité du CHU de Rouen.